# St. Hilaire (Minnesota)
St. Hilaire é uma cidade localizada no estado americano de Minnesota, no Condado de Pennington.

## Demografia
Segundo o censo americano de 2000, a sua população era de 272 habitantes.

## Geografia
De acordo com o United States Census Bureau tem uma área de
2,2 km², dos quais 2,0 km² cobertos por terra e 0,2 km² cobertos por água.

## Localidades na vizinhança
O diagrama seguinte representa as localidades num raio de 32 km ao redor de St. Hilaire.